# Canna (Kalabrien)
Canna ist eine italienische Gemeinde mit 610 Einwohnern (Stand 31. Dezember 2023) in der Provinz Cosenza, Region Kalabrien.
Die Fläche der Gemeinde umfasst 20 km².
Die Nachbargemeinden sind Montegiordano, Nocara, Nova Siri, Oriolo und Rocca Imperiale.